# Naturlig kärnfissionsreaktor
En naturlig kärnfissionreaktor är en uranfyndighet där självupprätthållande kärnkedjereaktioner tidigare har inträffat. Detta kan undersökas genom att analysera olika isotopförhållanden. Förekomsten av detta fenomen upptäcktes 1972 vid Oklo i Gabon av den franske fysikern Francis Perrin, men villkoren för en naturlig kärnreaktors teoretiska existens hade förutspåtts redan 1956 av Paul Kazuo Kuroda. Perrins konstaterade förhållandena var mycket lika de som Kuroda hade förutspått.
Oklo är för närvarande (2017) det enda kända område där man kunnat göra observationer som bidragit till att klarlägga fenomenet. Området innefattar 16 olika platser där självupprätthållande kärnfissionsreaktioner ska ha ägt rum för cirka 1,7 miljarder år sedan och fortgått i några hundra tusen år.
I nutid kan fenomenet inte inträffa på grund av att det pågående sönderfallet av klyvbara isotoper har gjort att proportionerna inte längre är gynnsamma.

## Upptäckten av de fossila reaktorerna i Oklo
Analyser utförda vid Pierrelatte och Cadarache visade att magnesiumuranater (eller yellow cakes) från Gabon hade en varierande men konstant 235U-förlust. Den 7 juli 1972 upptäckte forskare vid Cadarache en anomali i uranmalm från Oklo i Gabon. Dess 235U-innehåll var mycket lägre än vanligt[6]. Isotopanalyser avslöjade ursprunget till 235U-förlusten: det utarmade uranet kom från Oklo-malmen i Gabon, som brutits av COMUF. En systematisk analyskampanj genomfördes sedan i laboratorierna Cadarache och Pierrelatte (mätningar av uraninnehåll, mätningar av isotopinnehåll). På Oklo-proverna noterade Cadarache-analytikerna en 235U-förlust för magnesiumuranat från Mounana-anläggningen (235U = 0,625%) och en ännu större förlust för ett magnesiumuranat (Oklo M) (235U = 0,440%): Malmerna Oklo 310 och 311 har en uranhalt på 12 % respektive 46 % och en 235U-halt på 0,592 % respektive 0,625 %.
I detta sammanhang tog J.F. Dozol initiativ till att analysera magnesiumuranat och malmprover från Oklo med AEI MS 702 Spark Source Mass Spectrometer (SSMS).

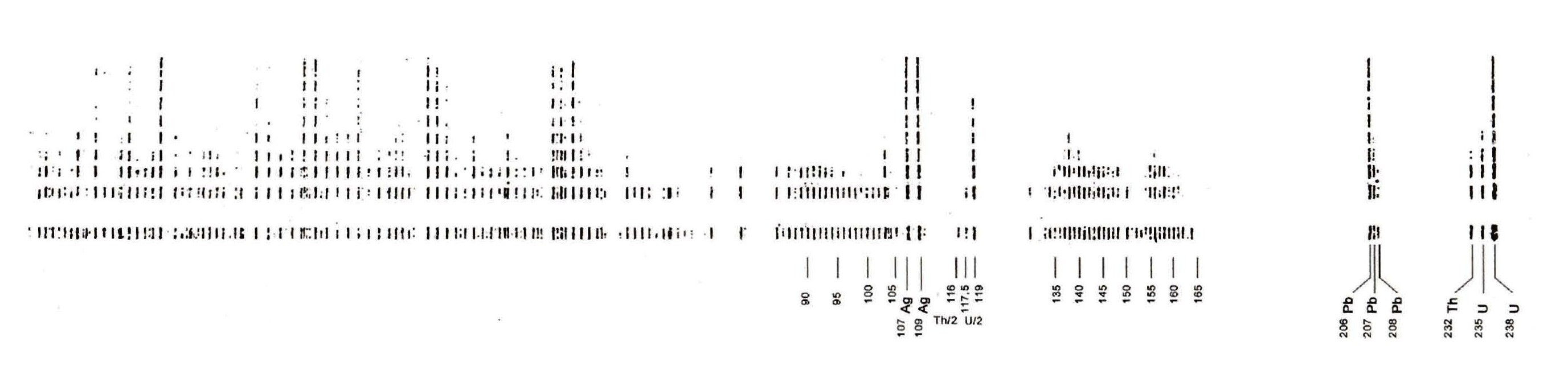
Fotoplatta erhållen genom analys av ett prov av uranmalm (OKLO 311) i en masspektrometer med gnisttändning, som visar alla isotoper som finns i provet.

Fördelen med SSMS är dess förmåga att producera betydande mängder joner från alla de element som finns i elektroderna. Elektroderna, mellan vilka en gnista genereras, måste vara ledande (för att uppnå detta blandades Oklo-prover med silver med hög renhet). Alla isotoper i provet, från litium till uran, ritas upp på en fotoplatta. När J.F. Dozol undersökte plåten (se nedan) noterade han särskilt den mycket höga uranhalten i Oklo 311-malmen:
- Element som finns i betydande mängder runt massorna 85-105 och 130-150, vilket motsvarar de två stöten i 235U-klyvningsutbytet. (Massfördelningen av fissionsprodukter följer en "kamelpuckel"-kurva med två maxima),
De sista lantaniderna (holmium till lutetium) detekteras inte (bortom massa 166). I naturen finns alla 14 lantaniderna; i kärnbränsle, som har genomgått fissionsreaktioner, detekteras inte isotoperna av de sista lantaniderna.
Nästa steg är isotopanalys av vissa element i en masspektrometer med termisk jonisering, efter kemisk separation av neodym och samarium. Från de första analyserna av Oklo "M" uranat och "Oklo 311" malm är det tydligt att neodym och samarium har en isotopsammansättning som är mycket närmare den som finns i bestrålat bränsle än i det naturliga grundämnet. Upptäckten av 142Nd- och 144Sm-isotoper som inte producerats genom fission tyder på att dessa element också finns i naturligt tillstånd, från vilket deras bidrag kan subtraheras.
Dessa resultat vidarebefordrades till neutronforskaren Jean Claude Nimal (CEA Saclay), som uppskattade det neutronflöde som det analyserade provet tog emot på grundval av dess 235U-underskott. Detta gjorde det möjligt att uppskatta neutroninfångningen av isotoperna 143Nd och 145Nd, vilket ledde till ytterligare bildning av 144Nd respektive 146Nd. Detta överskott måste subtraheras för att erhålla fissionsutbyten för 235U. Som framgår av tabellen nedan överensstämmer fissionsutbytena (M) med resultaten korrigerade (C) för förekomsten av naturligt neodym och neutroninfångning..
| Neodymium-isotoper | 143  | 144  | 145  | 146  | 148  | 150  |
| C/M                | 0,99 | 1,00 | 1,00 | 1,01 | 0,98 | 1,06 |

## Drift av reaktorerna
Det var inte förrän för cirka 2,2 miljarder år sedan som det tålmodiga fotosyntesarbetet som utfördes av de första algerna släppte ut tillräckligt med syre i vår atmosfär för att ytvatten och grundvatten skulle oxidera. Endast under detta villkor kunde uranet utspätt i graniten lakas och koncentreras innan det mineraliserades på platser där redox skulle inträffa. Rika fyndigheter kan inte vara äldre. Å andra sidan, under de senaste 1,5 miljarder åren, har mängden 235U sjunkit under en nivå som gör spontan fission möjlig. Det krävdes många studier inom geologi, kemi och reaktorfysik för att minska tidsintervallet till det nuvarande uppskattade värdet: reaktionerna måste ha startat för 1 950 ± 30 miljoner år sedan. Avlagringarna var belägna i mycket porösa sandstenar där koncentrationen av grundvatten kan ha nått 40 %, troligen på grund av den partiella urlakningen av kiseldioxid (kvartspartiklar) från hett grundvatten, vid en tidpunkt då jordens radioaktivitet är högre än idag, den termiska gradienten av underytan var troligen också högre. Under reaktordrift ökade vattentemperaturen avsevärt, vilket påskyndade denna "avsilicifiering"-process och, genom skillnad, ökade urankoncentrationen, vilket kompenserade för dess utarmning genom fission. I själva verket är urankoncentrationen i reaktionszonerna extremt hög, ibland större än 50 %, och ju högre urankoncentrationen är, desto lägre är 235U-halten. Dessutom, genom att förlora sin kiseldioxid, förvandlades den omgivande sandstenen till lera, vilket förhindrade överdriven grundvattenvandring och höll uranet på plats. Tack vare den fina analysen av spektrumet av klyvningsprodukter vet vi att ett visst antal klyvningar inträffade i plutonium, ett resultat av infångningen av neutroner i 238U och nu fullständigt sönderfallit till 235U eftersom dess halveringstid bara är 24 000 år gammal. Detta gjorde det möjligt för fysiker att beräkna att reaktioner, varierande från ett område till ett annat, ägde rum under en enorm tidsperiod från 150 000 till 850 000 år! Reaktorerna "kontrollerades" av flera mekanismer, den huvudsakliga var temperaturen: när klyvningskraften släpptes, ökade temperaturen. En högre temperatur betyder både en ökning av absorptionen av neutroner (utan klyvning) med 238U och en minskning av effektiviteten av vatten som moderator: vid en given temperaturnivå, en nivå som varierar med tiden och den progressiva uttömningen av klyvbart uran , stabiliseras reaktionerna, vilket är fallet i våra reaktorer. Genom att kombinera geologiska överväganden och temperaturöverväganden uppskattar man nu att reaktorerna i den norra delen av fyndigheten opererade på flera tusen meters djup, under delta och sedan marina sediment. På ett sådant djup låg tryck- och temperaturförhållandena nära de i dagens tryckvattenreaktorer (350 till 400°C, 15 till 25 MPa), medan de södra zonerna fungerade på cirka 500 meter från djupet, med förhållanden som mer liknade de i en kokvattenreaktor (250°C, 5 MPa).

## Reaktorns bildningsmekanism

Geologiska lager i Gabon som skapat de fysiska förutsättningarna för naturliga kärnfissionsreaktioner.

Oklo-fenomenet har observerats tack vare en kombination av gynnsamma omständigheter: reaktionszonerna har förblivit begränsade på djupet i en region som inte har genomgått några större geologiska omvälvningar på 2 miljarder år, och det är först nyligen som erosionsfenomen har fört reaktorerna nära ytan.
Kombinationen av geologiska och temperaturmässiga överväganden ger vid handen att reaktorerna i den norra delen av fyndigheten drevs på ett djup av flera tusen meter, där tryck- och temperaturförhållandena låg nära dem i dagens tryckvattenreaktorer (350-400°C, 15-25 Mpa), medan de södra zonerna drevs på ett djup av cirka 500 meter, där förhållandena mer liknade dem i en kokvattenreaktor (250°C, 5 Mpa).
Där reaktorn var i drift steg vattentemperaturen avsevärt, vilket påskyndade ”avkislingsprocessen” och därmed ökade urankoncentrationen, vilket kompenserade för uranets utarmning på 235U genom fission.  I själva verket är urankoncentrationen i reaktionszonerna extremt hög, ibland över 50%, och ju högre urankoncentrationen är, desto lägre är 235U-innehållet. Dessutom har den omgivande sandstenen, genom att förlora sin kiseldioxid, förvandlats till lera med hög aluminiumoxidhalt, vilket förhindrar överdriven grundvattenmigration och håller uranet på plats.
Den goda bevattningen av malmen genom det infiltrerande vattnet, som fungerade som en moderator, berodde på terrängens mycket höga porositet som orsakades av avsilningen av sandstenen i närvaro av vatten.Detta reducerade sandstenens ursprungliga volym med en faktor 7, vilket minskade uranfyndighetens tjocklek från 5 meter till 80 cm. Oklo-reaktorerna skapades av sig själva och koncentrerade uran från när och fjärran.Mineraler som förstörts i reaktorkärnorna av neutronbombardemang löstes lätt upp av denna vätska. Värmen som frigjordes av kärnreaktionerna satte igång en kraftfull termisk sifon. Under dessa förhållanden kunde vissa element, särskilt kiseldioxid, vars löslighet ökar kraftigt med temperaturen, evakueras i stora mängder. Som en följd av detta löstes de mineraliserade sandstenslagren upp och den svårlösliga urandioxiden koncentrerades i det tunna mineraliserade utrymmet i reaktionszonerna, där den omkristalliserades i form av uraninit. Eftersom aluminiumoxid är mycket mindre lösligt än kiseldioxid under hydrotermiska förhållanden, blev gångarten berikad med aluminiumoxid i förhållande till kiseldioxid och när reaktionerna hade avstannat gav den upphov till aluminiumfosfat, som bildas snabbt under hydrotermiska förhållanden mellan 270 och 300°C, från fosfat och aluminium som uppstår vid avsilning av sandsten.
Under varje aktiv driftperiod i Oklo-reaktorn och under en tid därefter, medan temperaturen förblev hög, ventilerades mycket av xenongasen (inklusive isotoperna 136Xe och 134Xe, som genererades relativt snabbt). När reaktorn svalnade införlivades de mer långlivade xenonprekursorerna (de som senare skulle ge upphov till isotoperna 132Xe, 131Xe och 129Xe) företrädesvis i aluminiumfosfatmineralernas burliknande struktur, som kan hålla kvar den xenongas som skapas i dem, även vid höga temperaturer. När sedan mer vatten återvände till reaktionszonen startade fissionsreaktionerna på nytt.

## Analys av xenonisotoper
Mishiks xenonanalyser av Oklo-malmkorn, utförda efter xenonextraktion med lasermikrosond och masspektrometri för sällsynta gaser, visar att en stor mängd xenon från uranklyvning inte finns i uranet där fissionsreaktionerna ägde rum, utan i aluminiumfosfatets kristallstrukturer. Xenon är inte en produkt som bildas direkt vid fission; uranklyvning leder till exempel till isotoperna 97Mo och 137Sn:
Isotoperna 97Mo och 137Sn, som härrör direkt från klyvningen av uran, är instabila: en överskottsneutron omvandlas till en proton och en elektron, som drivs ut från kärnan i form av β-strålning. Så innan den når ett stabilt tillstånd passerar sönderfallskedjan från antimon (Sb) till den stabila bariumisotopen (Ba) genom följande steg genom emission β- :137Sn, 137Sb, 137Te, 137I, 137Xe, 137Cs, 137Ba stabil.
Bildningen av de olika xenonisotoperna beror på livstiden hos deras prekursorer. 136Xe bildas inom en minut efter fissionsreaktionen, 134Xe efter ungefär en timme, 132Xe och 131Xe inom några dagar och 129Xe ensam efter miljontals år. De radioaktiva halveringstiderna för tellur, jod och xenon framgår av följande tabell:
|        | 129         | 130          | 131      | 132    | 134      | 136    |
| Tellur | 69,6 min    | 790 x 1018 a | 25,0 min | 3,20 j | 41,8 min | 17,6 s |
| Jod    | 16,14 106 a | 12,36 h      | 8,0 j    | 2,29 h | 52,5 min | 83,4 s |
| Xenon  | stabil      | stabil       | stabil   | stabil | stabil   | stabil |

Den första överraskningen vid analysen var var xenonet befann sig. Tvärtemot förväntningarna hittades det inte i betydande mängder i uranrika mineralkorn, utan i aluminiumfosfatmineral, som inte innehåller något uran. Den andra var att den extraherade gasen hade en mycket annorlunda isotopsammansättning än den som vanligtvis produceras i kärnreaktorer. Den hade uppenbarligen förlorat en stor del av 136Xe och 134Xe.
Jämfört med kända fissionsspektra är den analyserade xenonen berikad med 131Xe, 132Xe och, i mindre utsträckning, 129Xe och 134Xe. Dessa anomalier beror på den kemiska fraktioneringen av xenon från prekursorerna (jod och tellur) i de isobariska sönderfallskedjorna. Vid de temperaturer som råder under de aktiva perioderna i Oklo-reaktorn (300 - 450o C) kan gasformig jod och xenon lätt diffundera ut ur uranoxiderna, till skillnad från tellur. När fissionsreaktionen stoppas sjunker temperaturen och det xenon som bildas från tellur börjar inkorporeras i aluminiumfosfatet. Från och med då måste ackumuleringen av varje xenonisotop vara proportionell mot sönderfallstiden för motsvarande tellurisotop.
Meshik beräknade tellurets isotopiska sammansättning som en funktion av två variabler: reaktorns drifttid och dess kyltid när xenonretentionen börjar. Han fann en bra och unik matchning mellan modellen och de tre Xe-kvoter som observerats i aluminiumfosfat med parametrarna reaktorns drifttid (30 min) och reaktorns kyltid (150 min).  
Eftersom endast en reaktor studerades är det troligt att de olika Oklo-reaktorerna fungerade diskontinuerligt, men inte nödvändigtvis med samma kronologi.
Mishik är tacksam mot Don Bogard och Paul K. Kuroda, med vilka idén om Oklo-reaktorns termiska cykel utformades.